# Cyphomyrmex auritus
Cyphomyrmex auritus är en myrart som beskrevs av Mayr 1887. Cyphomyrmex auritus ingår i släktet Cyphomyrmex och familjen myror. Inga underarter finns listade i Catalogue of Life.